# Extreme Sports Channel
Extreme Sports Channel è un canale televisivo nato nel 1999, interamente dedicato agli sport estremi. Il canale è presente in gran parte dell'Europa, negli Stati Uniti e in Medio oriente.
Il 1º febbraio 2012 il canale è sbarcato anche in Italia nella sola versione HD, ad oggi unico Paese ad averla, al canale 148 della piattaforma Sky nel pacchetto "Sky TV". Il 7 febbraio 2014 si è trasferito al canale 218 di Sky. Il 31 gennaio 2015 il canale ha chiuso definitivamente in Italia.